# Emérito Bono
Emérito Bono Martínez (Sagunto, 13 de marzo de 1940) es un economista y político español.

## Biografía
Casado y con tres hijos, Bono se licenció en Ciencias Económicas por la Universidad de Barcelona. Fue profesor de la Universidad de Valencia, donde ocupó el puesto de Vicerrector entre 1984 y 1986 Se incorporó al Partido Comunista de España (PCE) en 1966 durante la dictadura franquista y trabajó por la restauración de las libertades públicas en el ámbito de lo que hoy es la Comunidad Valenciana, participando en la Mesa Democrática del País Valenciano.
En la Transición democrática, fue cabeza de lista del PCE por la circunscripción electoral de Valencia en las elecciones generales de 1977, resultando elegido Diputado al Congreso, siendo reelegido en las elecciones de 1979
Fue miembro del Plenario de Parlamentarios del País Valenciano y de abril a junio de 1978 fue Consejero de Transporte y Bienestar Social en el órgano preautonómico de gobierno, el Consejo del País Valenciano. Después fue concejal en el ayuntamiento de Valencia (1983 1987). En 1989 abandonó el PCE y se incorporó al Partido Socialista Obrero Español (PSOE). Fue Consejero de Administraciones Públicas en el segundo gobierno de Joan Lerma en la Generalidad Valenciana y en 1993, Consejero de Medio Ambiente, cargo que ocupó hasta 1995, cuando el Partido Socialista del País Valenciano (PSPV-PSOE) perdió las elecciones a Cortes Valencianas de dicho año. Desde 2011 participa en el movimiento, Valencians pel Canvi Su hijo, Ferrán Bono, fue elegido también diputado del PSOE en el Congreso en 2004 y 2008.

## Obras publicadas
- La Banca al País Valencià (1973)
- Les cendres de maig  Premio Joan Fuster de ensayo en 1983, junto con Ernest García.
- Administración social pública: bases para el estudio de los servicios sociales (1992) junto con Jorge García Ferrer.
- Trasvase del Ebro y Comunidad Valenciana (2005)